# Parapleminia ebneri
Parapleminia ebneri är en insektsart som beskrevs av Max Beier 1954. Parapleminia ebneri ingår i släktet Parapleminia och familjen vårtbitare. Inga underarter finns listade i Catalogue of Life.